# ناحیه ادامز، شهرستان مدیسون، ایندیانا
ناحیه ادامز، بخش مدیسون، ایندیانا (به انگلیسی: Adams Township, Madison County, Indiana) در ایالات متحده آمریکا است که در ایندیانا واقع شده‌است.

## خصوصیات
ناحیه ادامز ۳٬۸۹۲ نفر جمعیت دارد و ۲۸۶ متر بالاتر از سطح دریا واقع شده‌است.